# 頓別臨時乘降場

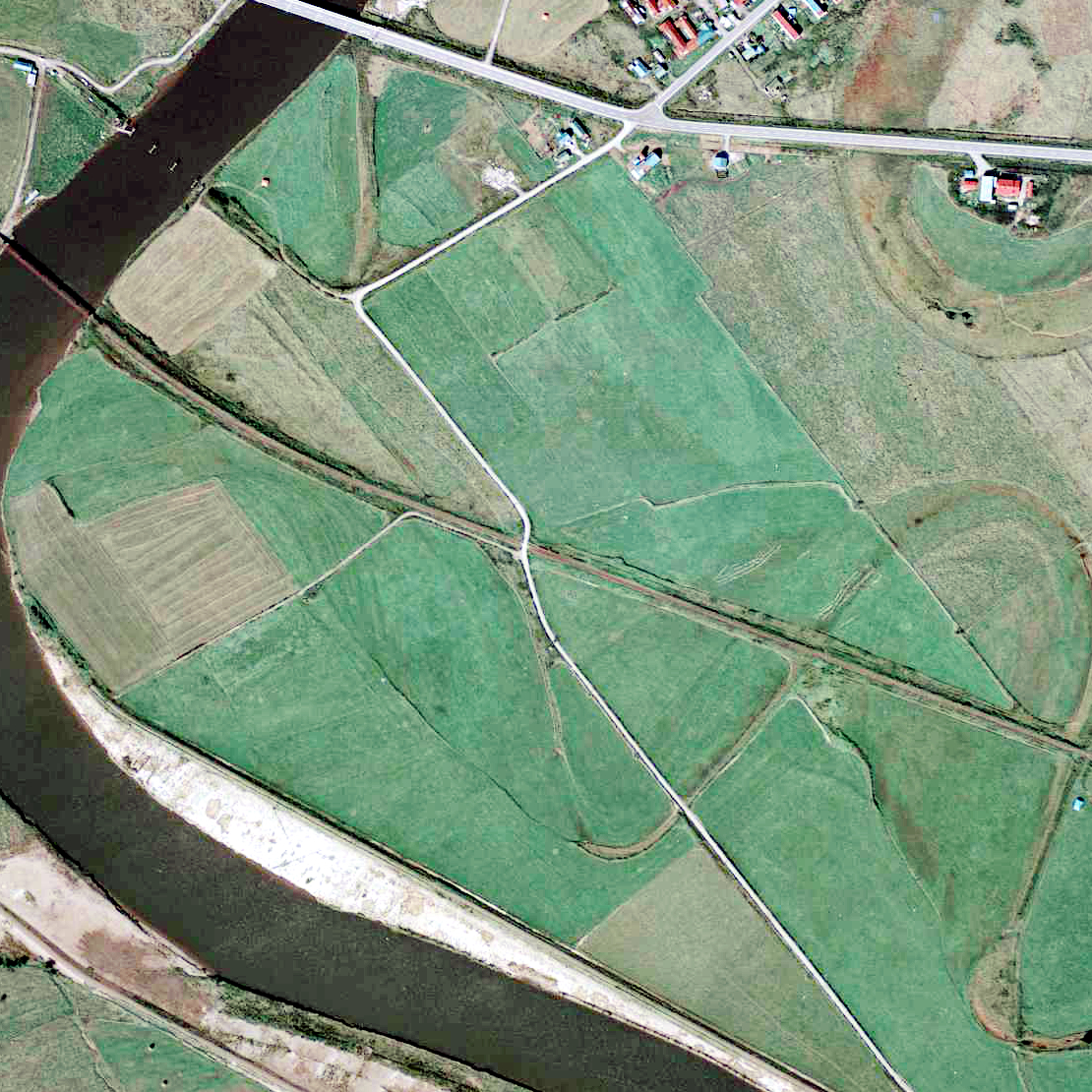
1977年的頓別臨時乘降場與方圓約1公里範圍。右邊是北見枝幸方向。平交道位於靠近濱頓別一方，北見枝幸一方的左側（北邊）有一個黑影和灰色線的物體，該處為月台。周邊看不到候車室。上方的民居距離車站500米。車站距離頓別市區1公里以上。左上方是越過頓別川的舊國道橋柱。

頓別臨時乘降場（日语：／ Tonbetsu karijōkō-ba */?）是位於北海道枝幸郡濱頓別町字頓別，日本國有鐵道（國鐵）的興濱北線臨時乘降場（廢站）。隨著興濱北線廢線，臨時乘降場在1985年（昭和60年）7月1日廢除。

## 歷史
- 1956年（昭和31年）2月26日 - 日本國有鐵道（國鐵）興濱北線頓別臨時乘降場（由局（日语：鉄道管理局）設定）啟用[1]。
- 1985年（昭和60年）7月1日 - 興濱北線全線廢除，此臨時乘降場也廢除[1]。

## 車站構造
截至車站廢除前，車站是一座地面車站，設有1面1線的單式月台。在廢除時仍然是臨時乘降場，當時為無人車站。

## 站名的由來
車站名稱取自地名。地名「頓別」的阿伊努語為「トウ・ウン・ペツ」，其意思是「從沼澤中流出的河流」。

## 車站周邊
- 國道238號（日语：国道238号）（宗谷國道）[2]
- 頓別漁港
- 頓別郵局
- 頓別小學
- 頓別川[2]
- 宗谷巴士（日语：宗谷バス）「頓別」巴士站

## 相鄰車站
日本國有鐵道
興濱北線
濱頓別－頓別臨時乘降場－豐牛

## 注腳
1. 1 2 3 4  石野哲（編）. . JTB. 1998: 908. ISBN 978-4-533-02980-6 （日语）.
2. 1 2  書籍《北海道道路地図 改訂版》（地勢堂，1980年3月發行）17頁。